# Pralong
Pralong település Franciaországban, Loire megyében. Lakosainak száma 851 fő (2022. január 1.). Pralong Chalain-d’Uzore, Champdieu, Châtelneuf, Marcilly-le-Châtel és Saint-Bonnet-le-Courreau községekkel határos.

## Népesség
A település népességének változása:
| Lakosok száma | 322  | 532  | 614  | 825  | 878  | 868  | 847  | 858  | 863  | 851  |
|               | 1968 | 1982 | 1990 | 2006 | 2013 | 2015 | 2017 | 2019 | 2020 | 2022 |